# Reino de Caragué
Reino de Caragué (Karagwe) foi um Estado no noroeste da Tanzânia, próximo ao lago Vitória, fundado no final do século XIV como sub-reino do Império de Quitara, e que perdurou até 1963, quando as monarquias tradicionais tanzanianas foram abolidas, embora já tivesse perdido muito de sua autonomia desde o século XIX com a sua inclusão na África Oriental Alemã (r. 1885–1919) e a frequente intervenção alemã em assuntos internos. Sua capital estava em Bueraniange.

## Lista de omucamas
Em Caragué os omucamas se sucederam como se segue.
- Nono Malija (r. ca. 1400–1450)
- Ruinda I (r. 1450–1490)
- Ntaré II (r. 1490–1520)
- Ruinda II (r. 1520–1550)
- Ntaré II (r. 1550–1575)
- Ruinda III (r. 1575–1595)
- Ntaré III (r. 1595–1620)
- Ruinda IV (r. 1620–1645)
- Ntaré IV (r. 1645–1675)
- Ruinda V (r. 1675–1700)
- Rusatira (r. 1700–1725)
- Meinga (r. 1725–1750)
- Calimera I (r. 1750–1775)
- Nteré V (r. 1775–1785)
- Ruinda VI (r. 1785–1820)
- Dagara I (r. 1820–1853)
- Rumanica I (r. 1853–1883)
- Calimera II (r. 1883–1885)
- Dagara II (r. 1885–1886)
  - Cacoco (regente)
- Ntaré VI (r. 1886–1916)
  - Caqueto (regente)
  - Bacauga (regente)
  - Quiobia (regente)
- Rumanica II (r. 1916–1939)
  - Isaac Quiacuambala (regente)
- Ruinda VII (r. 1939–1963)